# Schloss Stolberg

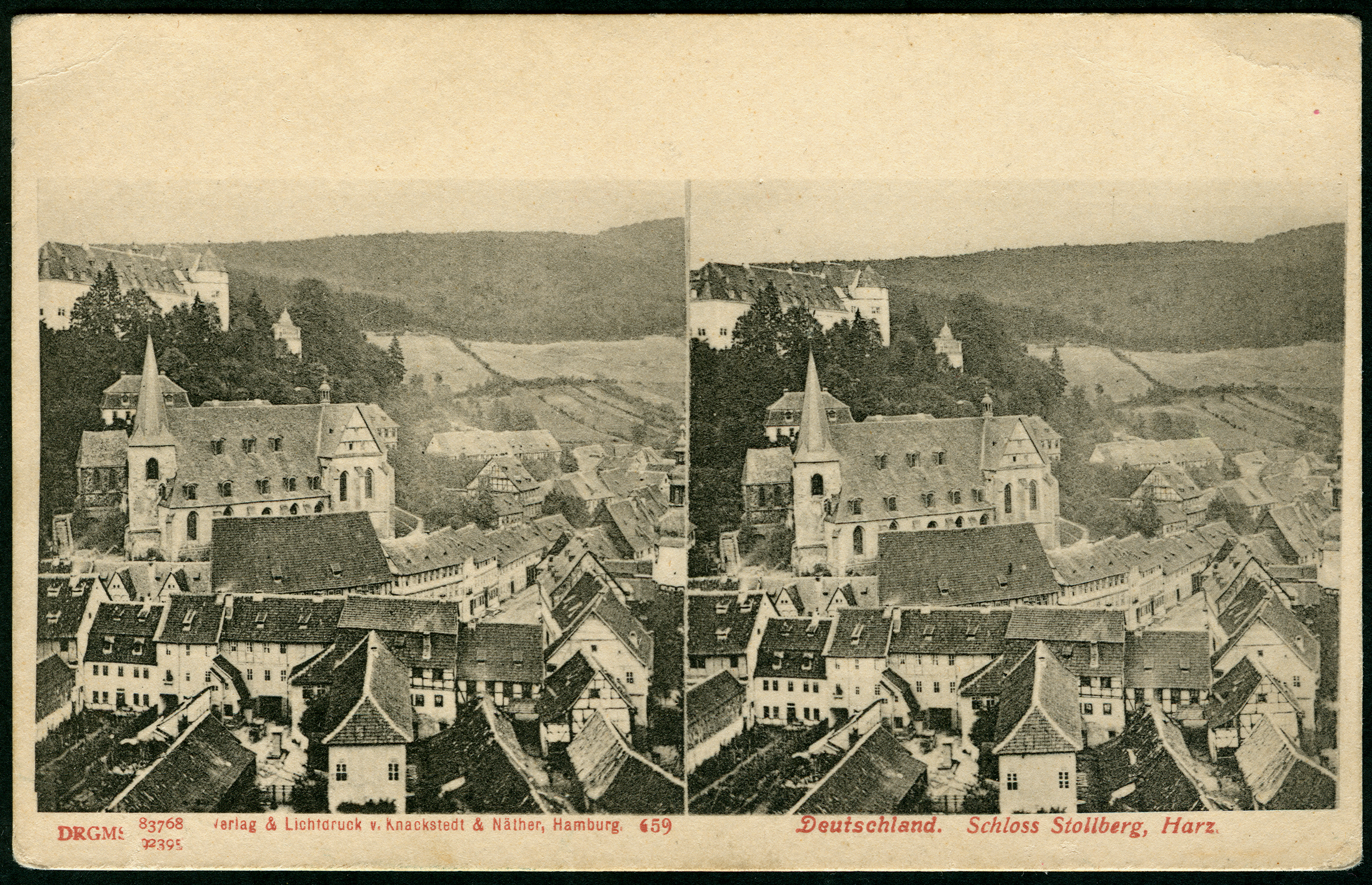
Schloss Stolberg (ovan till vänster), utsikt över den medeltida orten;
Stereoskopi Nr. 659 som vykort, förlag Knackstedt & Näther, cirka 1900.

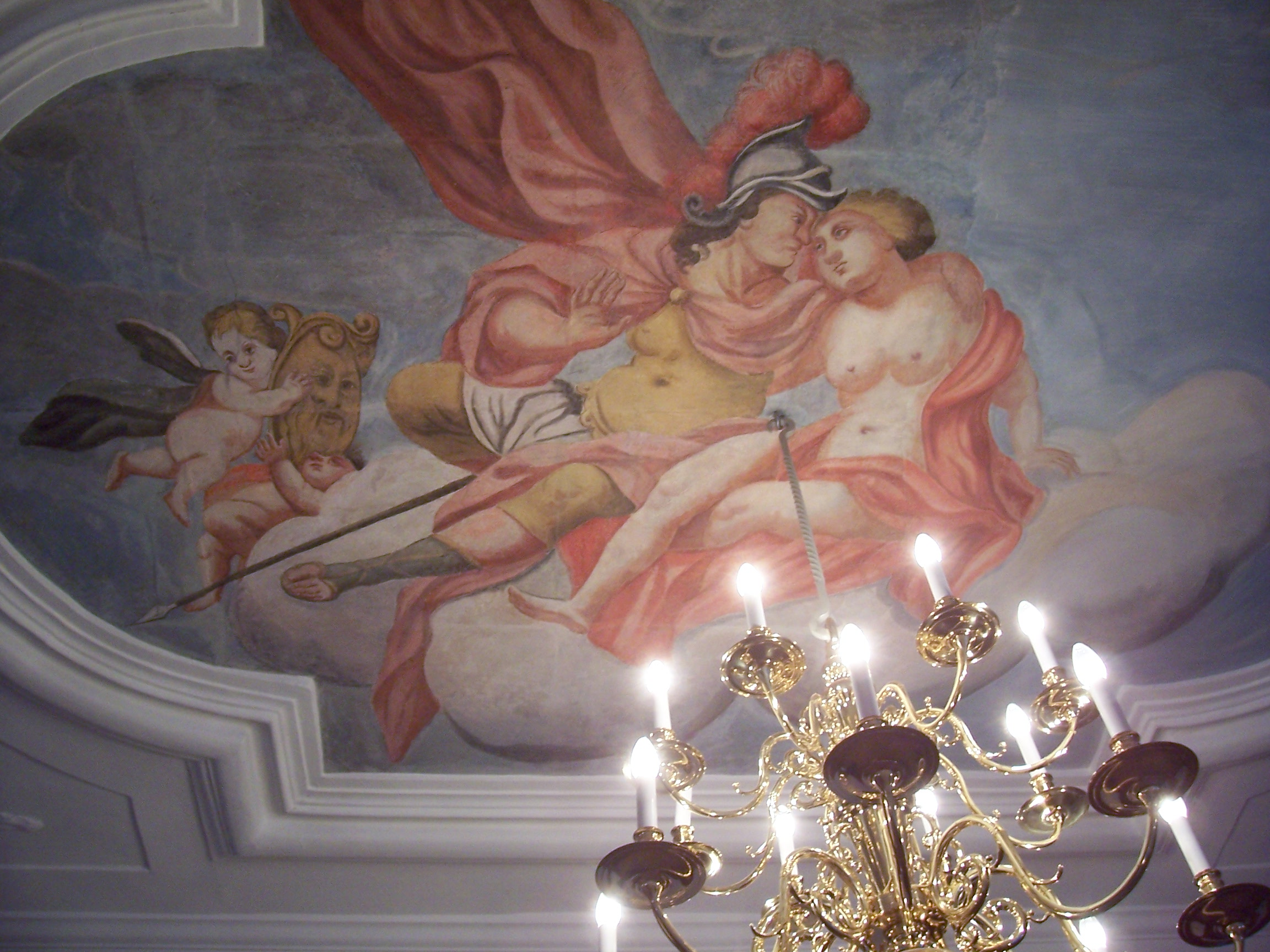
Schloss Stolberg (Takmålning)

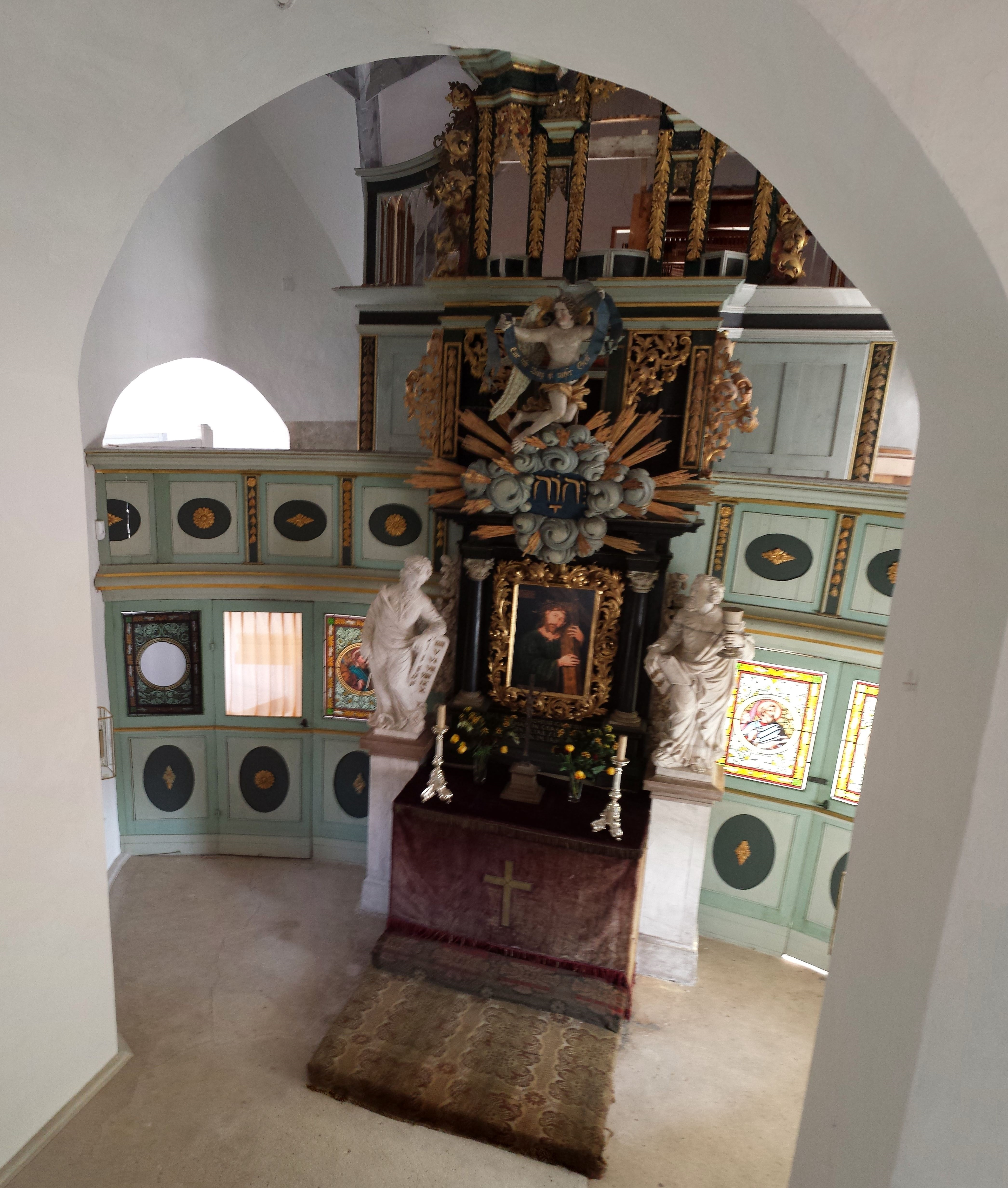
Schlosskirche – Altar (1667)
Stiftare: Johann Martin zu Stolberg

Schloss Stolberg är ett slott från 1200-talet i staden Stolberg (Harz). Staden ligger på en kulle som sluttar neråt på tre sidor. 
Sedan 2002 har Schloss Stolberg tillhört Deutsche Stiftung Denkmalschutz
(Tyska stiftelsen för kulturmiljövård), som har totalrenoverat slottet. Stolbergs slott är en del av Oranien Route.

## Terrass
Terrassträdgården, som en gång var barockträdgård, med paviljong och damm, fick en omfattande restaurering sommaren 2011 och är nu tillgänglig igen. Även en renovering av sluttningsväggarna och arbetet på södra terrassen gjordes.
Södra terrassen, anlagd omkring 1937 av den välkände trädgårdsarkitekten Heinrich Wiepking-Jürgensmann, användes som grund för restaureringen. Dammen fungerade en gång som branddamm och pool.
Barockpaviljongen i två våningar, byggd på de medeltida källarvalven, restaurerades i den historiska versionen av 1800-talet.

## Historia
Slottets äldsta del, det runda tornet, är från omkring 1200, de nyare delarna byggdes i renässansstil mellan 1539 och 1547. I sydöstra flygeln finns Großes Empfangszimmer (Stora mottagningssalen) och Roter Saal (Röda salen), designad av Karl Friedrich Schinkel. Slottet fick sitt nuvarande utseende genom ombyggnaden mellan 1690 och 1700. Fram tills de fick flytta 1945 ägdes slottet av prinsen av Stolberg-Stolbergs familj. 
Från 1200-talet till 1945 var Stolberg slott säte för grevarna och senare furstarna i Stolberg-Stolberg. Huset Stolberg är en av de äldsta adelsfamiljerna i Tyskland.
Från 1947 användes slottet som fritidshus för Freier Deutscher Gewerkschaftsbund (FDGB). Arbetet som utförts för detta ändamål och dess många gäster lämnade många spår efter sig i byggnadens struktur och utseendet på inredningen. 1990 överfördes ägandet av slottet till Treuhand och det stod då tomt. En privat investerare köpte det 1993 för att öppna det som ett hotell. Otillräckligt takrenoveringsarbete förorsakade därefter skador genom fuktig och torr förruttnelse.
Fram till 2008 hade tyska staten, förbundslandet Sachsen-Anhalt, Europeiska unionen, staden Stolberg och Deutsche Stiftung Denkmalschutz bidragit med 12 miljoner euro till reparationer av byggnaden. Sedan mars 2008 har delar av slottet åter varit öppna för allmänheten och har använts som turistcentrum och reception (Haus des Gastes).
Idag används Stolberg slott som "Haus des Gastes" och som museum. Dessutom byggs för närvarande ett nytt hotell i palatsets östra flygel. Det kommer att vara färdigt.

## Oranier Route
Stolbergs slott är en del av Oranier Route, som täcker totalt 2 500 kilometer och leder till viktiga platser i Huset Oranien.
Sedan 2010 har den furstliga familjen zu Stolberg-Stolberg am Schlossberg i Stolberg haft ett andra hem.

## Film
- Fürsten, Forst und Ferienheim: Schloss Stolberg im Harz. Dokumentarfilm, Deutschland, 2016, 29:41 Min., Buch und Regie: Susanne Kerber, Produktion: MDR, Reihe: Der Osten – Entdecke, wo Du lebst, Erstsendung: 1. November 2016 bei MDR, ”Inhaltsangabe von MDR,”. Inhaltsangabe von MDR,. http://www.mdr.de/entdecke/der-osten-entdecke-schloss-stolberg-100.html., online-Video
- Schloss Stolberg im Harz wird zum Hotel Läst 23 september 2021